# Pomnik Golema w Poznaniu

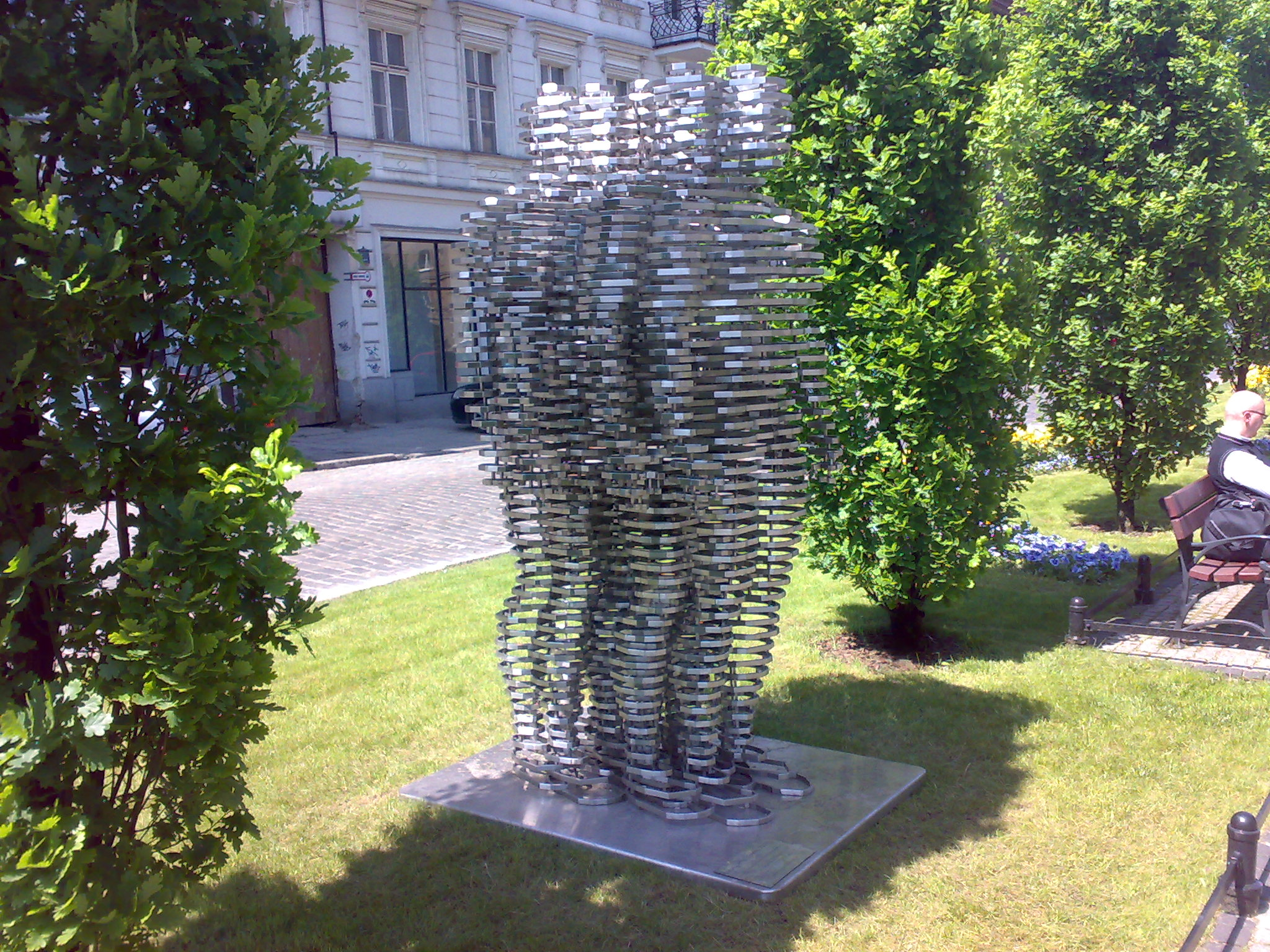
Pomnik Golema w pierwotnej lokalizacji

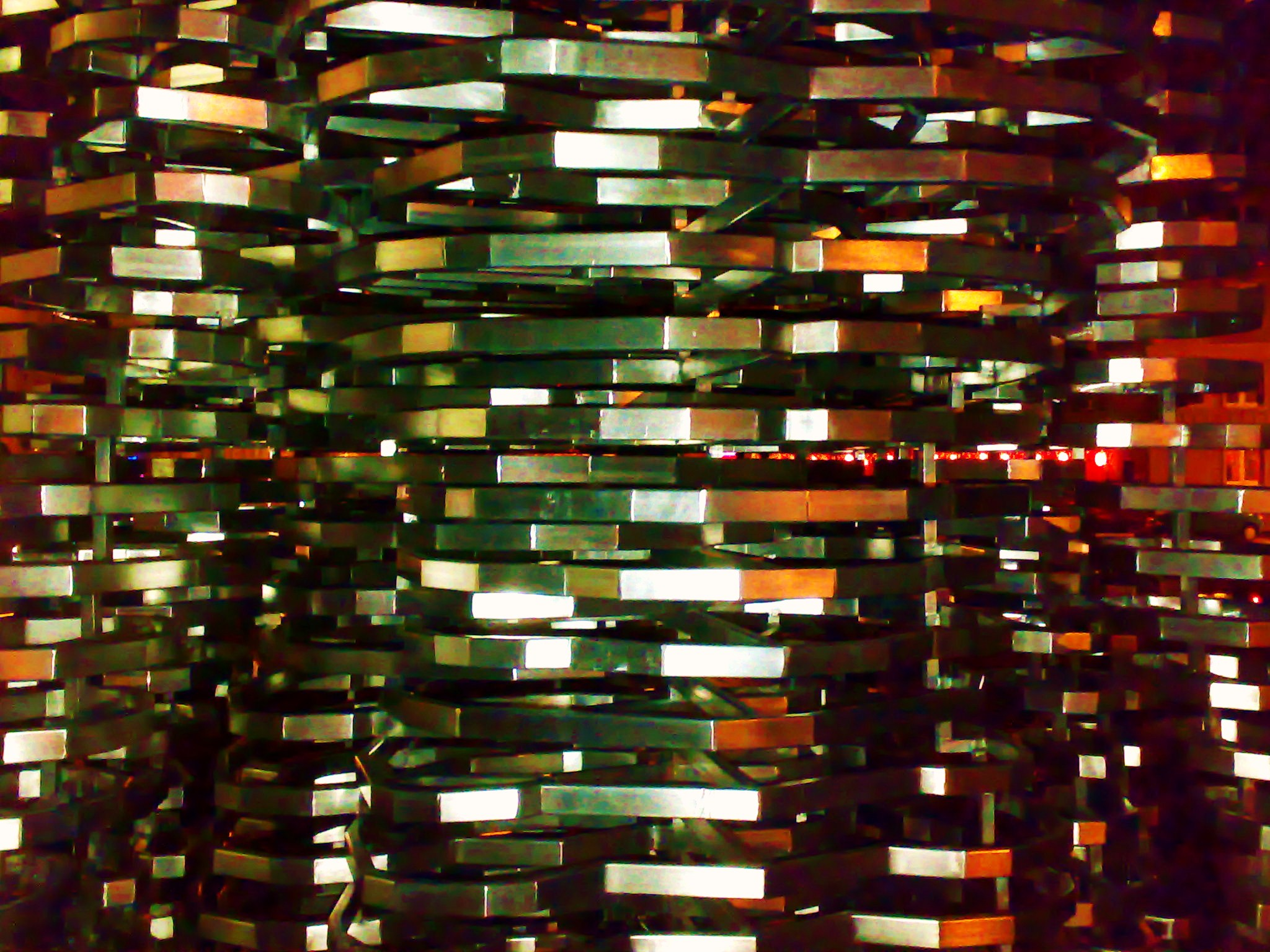
Detal pomnika nocą

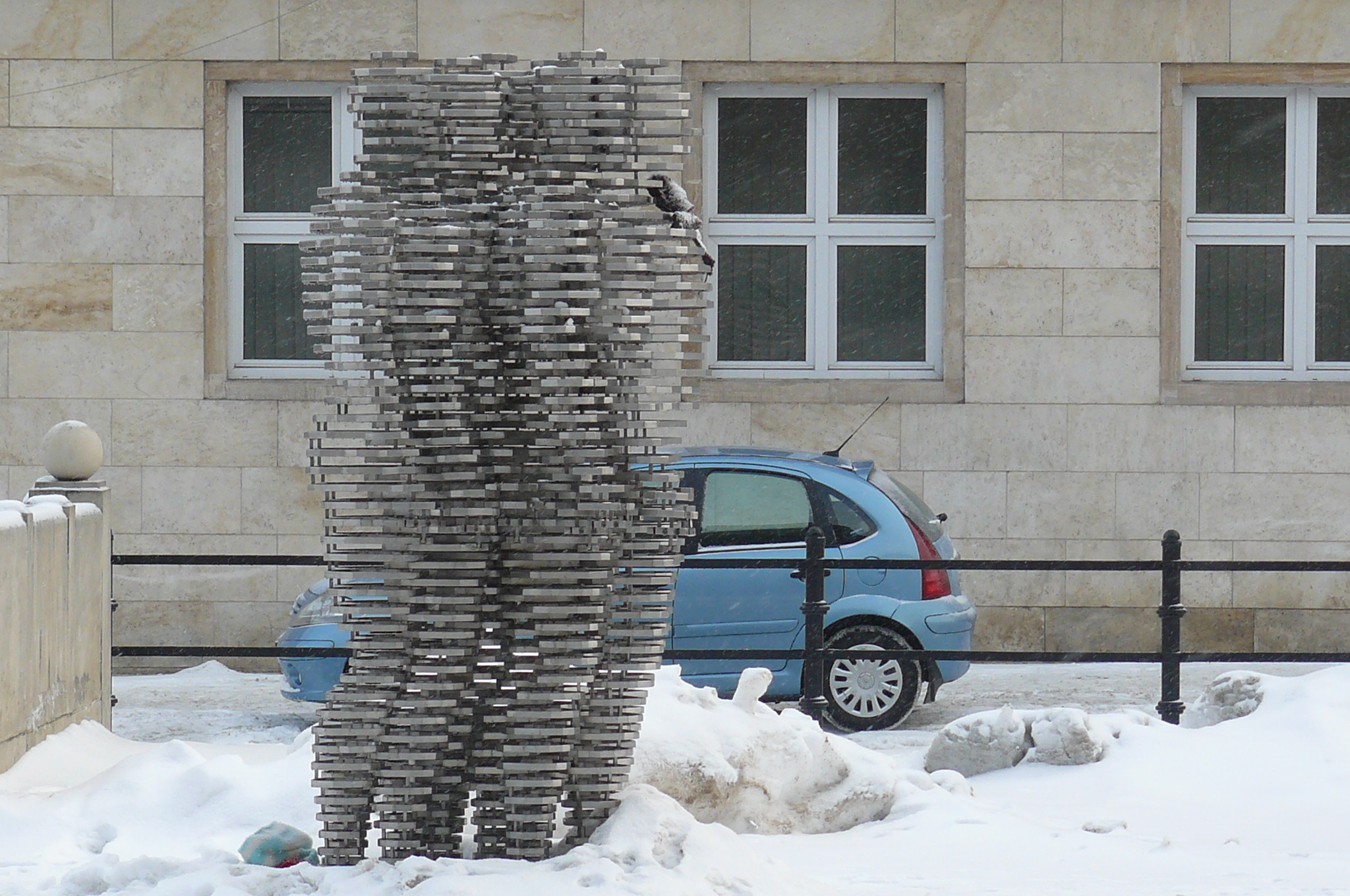
Pomnik zimą (z szalikiem)

Pomnik Golema – pomnik Golema, postaci mitologicznej, sztucznego człowieka, którego według legendy miał stworzyć praski rabin Jehuda Löw ben Becalel. Znajduje się w centrum Poznania, na Alejach Marcinkowskiego, pomiędzy gmachem Urzędu Pocztowego Poznań 9, a Uniwersytetem Artystycznym. Odsłonięty w maju 2010, mierzy 2,5 m wysokości.

## O rzeźbie
Autorem pomnika jest David Černý, kontrowersyjny czeski artysta, znany z instalacji Entropa, zrealizowanej w budynku Rady Unii Europejskiej w Brukseli w 2009 roku. Golem w wersji poznańskiej jest postacią ukazaną ekspresyjnie, w ruchu, robiącą wrażenie przemieszczania się, kroczenia. Nawiązuje w ten sposób do osiągnięć włoskich futurystów z początków XX wieku. Według Mariusza Szczygła Černý jest znany z prowokacji artystyczno-religijnych na terenie Czech, a także ze skandalu w Bielsku-Białej, gdzie wystawił rzeźbę Saddama Husajna w akwarium, ubranego w slipy, został poproszony przez władze poznańskie o stworzenie rzeźby pozbawionej tego rodzaju ironii i nie obrażającej potencjalnie niczyich uczuć religijnych. W czerwcu 2011 roku pomnik został uszkodzony przez nieznanego sprawcę - odcięto mu sześć elementów, z których składa się jedno z przedramion postaci. 10 sierpnia 2012 roku nad ranem Golem został przez nieznanych chuliganów oderwany od podstawy i przewrócony na bruk. W konsekwencji nastąpiły duże uszkodzenia - ręka uległa wgnieceniu w tułów. 30 września 2019 roku pomnik został obalony najprawdopodobniej przez silny wiatr.

## Związek Golema z Poznaniem
Golem jest postacią związaną z Poznaniem poprzez osobę Jehudy Löwa ben Becalela, żydowskiego mistyka i rabina, który według legendy stworzył Golema w Pradze. Becalel urodził się jednak na terenie Ha Kehillat szel Pozna (dzielnicy żydowskiej w Poznaniu) i tutaj przez wiele lat był głównym rabinem miasta (według niektórych źródeł także Polski). Tutaj również pobierał liczne nauki mistyczne, co mogło mieć bezpośredni wpływ na próby tworzenia Golema w Pradze. Poznań był podówczas znaczącym ośrodkiem mistyki i żydowskiej myśli filozoficznej. Według Zuzany Tlaskovej z praskiego Muzeum Żydowskiego w Czechach poza Pragą nie istniała żadna wersja legendy o tworzonych Golemach, a zatem musiała ona przywędrować z Polski. Jednym z miejsc, gdzie mogła się ona narodzić, mógł być np. Poznań, a także Chełm (tam Golema stworzyć miał Eljasz Baal-Szem).

## Kontekst
Rzeźby Černego osiągają wysokie ceny i są kontrowersyjne, w związku z czym Poznań jest dopiero trzecim miastem w Europie, w którym stanął jego monument (po Pradze i Libercu). Inicjatorem ustawienia Golema w Poznaniu było Towarzystwo Zachęty Sztuk Pięknych. Twórca pomnika zamierzał początkowo umieścić dzieło na środku Alei, z możliwością okresowego przenoszenia w różne miejsca miasta, ale ta odważna propozycja nie spotkała się z aprobatą władz miejskich, w związku z czym Golem stał na trawniku, a nie na osi Alei. 17 września 2010 ostatecznie przeniesiono go jednak w oś Alei, w pobliże fontanny z delfinami, frontem do znajdującej się również w osi Alei ale na ich przeciwległym krańcu steli Heinza Macka i tyłem do pomnika Karola Marcinkowskiego przy ul. 23 Lutego, reprezentującego skrajnie konserwatywne podejście do sztuki pomnikowej, tworząc tym samym dialog tych trzech, diametralnie różniących się, monumentów.

## Odsłonięcie
David Černý był obecny podczas odsłonięcia pomnika. W jego zamiarze dzieło ma za zadanie połączyć historie Poznania i Pragi. Po uroczystości odsłonięcia artysta spotkał się ze studentami Uniwersytetu im. Adama Mickiewicza na specjalnej sesji poświęconej sztuce współczesnej, zwłaszcza tej najbardziej kontrowersyjnej.

## Konkurencyjny projekt
W mniej więcej tym samym czasie z pomysłem upamiętnienia Golema w mieście wystąpiło Towarzystwo Poznania Miejsc Fyrtel, ale na miejsce lokalizacji pomnika proponowało plac u zbiegu ulic 23 Lutego i Nowowiejskiego. Sporządzono także wizualizację obiektu – Golem w tej wersji miał być bardziej tradycyjny, wykonany z betonu, ze świecącymi na czerwono oczami i parą buchającą z ust. W związku z realizacją rzeźby Černego pomysł zarzucono.